# Имлей, Фэнни
Фэнни Имлей (14 мая 1794 — 9 октября 1816), также известная как Фэнни Годвин и Фрэнсис Уолстонкрафт — незаконнорождённая дочь британской феминистки Мэри Уолстонкрафт и американского коммерческого спекулянта Гилберта Имлея.
Хотя Мэри Уолстонкрафт и Гилберт Имлей жили вместе счастливо в течение краткого периода до и после рождения Фэнни, Имлей бросил Уолстонкрафт во Франции в разгар Французской революции. В попытке возродить их отношения она отправилась в Скандинавию для проведения деловых переговоров от его имени, чтобы поправить его финансовое положение, с годовалой Фэнни на руках, но их отношения так никогда и не возродились. После этого Уолстонкрафт влюбилась в английского философа Уильяма Годвина, вышла за него замуж, но умерла во время родов в 1797 году, оставив трёхлетнюю Фанни с Годвином вместе с новорождённой Мэри Уолстонкрафт Годвин (которая в будущем станет автором романа «Франкенштейн, или Современный Прометей»).
Четыре года спустя Годвин женился, и его новая жена, Мэри Джейн Клермонт, ввела в их семью своих собственных детей, в том числе дочь, Клэр Клермонт, что было наиболее значительно для Фэнни Имлей и Мэри Годвин. Обе девушки были обделены заботой новой миссис Годвин, так как внимание она уделяла только своей собственной дочери. Дом Годвинов был ненормальным местом для жизни, с постоянно растущей напряжённостью в отношениях между членами семьи и постоянно увеличивающимися долгами. Мэри и Клэр, будучи ещё подростками, спаслись, убежав на континент с поэтом-романтиком Перси Биши Шелли в 1814 году. Фэнни, оставшаяся дома, продолжала терпеть унижения от Годвина и мачехи. Она жила всё более изолированно от своей семьи и в конце концов покончила жизнь самоубийством в 1816 году в возрасте 22 лет.